# Menexenus adveniens
Menexenus adveniens är en insektsart som beskrevs av Brunner von Wattenwyl 1907. Menexenus adveniens ingår i släktet Menexenus och familjen Phasmatidae. Inga underarter finns listade i Catalogue of Life.